# Herke Sándor
Herke Sándor (Csongrád, 1882. szeptember 18. – Szeged, 1970. december 15.) vegyészmérnök, egyetemi tanár, a mezőgazdasági tudományok doktora (1961), Kossuth-díjas (1955).

## Életrajza
Herke Sándor 1882. szeptember 18-án született Csongrádon. A budapesti műegyetemen szerzett oklevelet 1906-ban. Első munkahelye a magyaróvári Növénytermesztési Kísérleti Állomáson volt, ahol növénytáplálkozási és trágyázási kérdésekkel foglalkozott, kidolgozta a sörárpa értékbírálatát. 1924-ben a földművelésügyi minisztérium megbízta a szegedi Talajtani Kísérleti Intézet létrehozásával és vezetésével. 1947-ben az Agrártudományi Egyetem Keszthelyi Osztályán volt egyetemi tanár. 1948-ban betegsége miatt nyugdíjba ment. 1970-ig, haláláig a szikes talajok kutatásával és termővé tételével foglalkozott. Kidolgozta a rizstermesztés agrotechnikáját, a meszes-szódás szikesek talajjavítását. Kutatási eredményeit 173 dolgozatban adta közre.
88 évesen, 1970. december 15-én halt meg Szegeden.

## Munkái
- A hazai szikestalajok hasznosításának gazdaságossági kérdései (Budapest, 1938)
- Szikjavítási kérdések (Budapest, 1951)
- A Duna-völgy szikeseinek javítása és hasznosítása (Budapest, 1957)
- Hidrológiai viszonyok szerepe a Duna–Tisza közötti szikesek keletkezésében (Budapest, 1962)